# Ebroíno
Ebroíno foi mordomo do palácio da Nêustria e Borgonha (658–673), durante os reinados de Clotário III (r. 657–673) e Teodorico III (r. 679–691). Era um homem de grande energia, mas todas as suas ações foram ditadas por nenhum motivo maior do que a ambição e a luxúria do poder.

## Vida
Ebroíno era oriundo da Nêustria. Aparece em 656, quando o rei da Austrásia Sigeberto III (r. 634–656) faleceu e o mordomo do palácio Grimualdo, o Velho tentava tomar o poder. A nobreza apelou ao rei da Nêustria Clóvis II (r. 639–657) e a união foi feita. Apesar de sua autoridade firme, Ebroíno foi incapaz de manter a unidade, e enquanto Clotário III (r. 657–673), filho de Clóvis, reinou sobre a Nêustria e Borgonha, foi obrigado em 660 a dar os austrásios o rei Quilderico II, irmão de Clotário, e o mordomo Vulfoaldo. Tentou manter, de qualquer forma, a união da Nêustria e Borgonha, mas os grandes nobres borgonheses queriam ser independentes, ergueram-se sob o bispo Leodegário de Autun, derrotaram Ebroíno e o prenderam no mosteiro de Luxeuil em 670.
Uma proclamação foi emitida para o efeito de que cada reino deveria manter suas próprias leis e costumes, que não deveria haver mais intercâmbio de funcionários entre eles, e que ninguém deveria estabelecer uma tirania como a de Ebroíno. Logo, no entanto, Leodegário foi derrotado por Vulfoaldo e os austrásios e foi confinado em Luxeuil em 673. No mesmo ano, aproveitando-se da anarquia geral, Ebroíno e Leodegário fugiram e se viram mais uma vez. Cada um buscou apoio para um rei diferente, com Ebroíno proclamando Teodorico III. Nesta luta, Leodegário foi sitiado em Autun e derrotado, sendo forçado a se render e teve seus olhos cegados. Em 12 de outubro de 678, foi morto depois de sofrer torturas prolongadas. Após sua morte, Ebroíno tornou-se o único e absoluto governante franco, impondo sua autoridade sobre a Borgonha e subjugando a Austrásia, que derrotou em 678 em Bois-du-Fay, perto de Laudano. Seu triunfo foi de curta duração, pois foi assassinado em 681, vítima de um ataque combinado de seus numerosos inimigos.